# 4832 Palinurus
4832 Palinurus је Јупитеров тројански астероид са средњом удаљеношћу од Сунца која износи 5,254 астрономских јединица (АЈ).
Апсолутна магнитуда астероида је 9,8.